# Pascal Wehrlein
Pascal Wehrlein (Sigmaringa, 18 de outubro de 1994) é um piloto alemão de automobilismo que atualmente compete na Fórmula E pela equipe TAG Heuer Porsche Formula E Team.
Em fevereiro de 2016, ele começou a competir em tempo integral na Fórmula 1 pela Manor Racing, marcando seu primeiro e o único ponto da equipe no campeonato de 2016 no Grande Prêmio da Áustria. Durante a temporada, ele regularmente superou seu companheiro de equipe menos cotado, Rio Haryanto, até que Haryanto foi substituído no meio da temporada por Esteban Ocon. A Manor faliu no início de 2017 e Wehrlein mudou-se para a Sauber, tendo Marcus Ericsson como companheiro de equipe. Antes do início da temporada, ele quebrou três vértebras torácicas em um acidente na Corrida dos Campeões, que o deixou impossibilitado de competir nas duas primeiras corridas da temporada. Apesar de marcar todos os pontos da Sauber naquele ano, ele não foi contratado para a temporada de 2018, e sua vaga foi para Charles Leclerc, membro da Ferrari Driver Academy.
Wehrlein ingressou na Fórmula E na segunda rodada da temporada de 2018–19, ingressando na equipe Mahindra Racing. Ele deixou a equipe no meio da temporada de 2019–20, tendo assinado um contrato de longo prazo para correr pela Porsche a partir da temporada de 2020–21. Wehrlein conquistou o título do Campeonato Mundial de Fórmula E de 2023–24 na última rodada em Londres.

## Carreira

### Kart
Nascido em Sigmaringen, começou no kart em 2003, Wehrlein apenas começou a competir nessa modalidade em 2005, onde esteve até 2009. Nesses 4 anos, Pascal subiu ao pódio 81 vezes, com 44 vitórias obtidas, apenas a pilotar em pistas alemãs, mas cedo começou a trabalhar para chegar à categoria KF2. Depois disso, terminou em 5º na ADAC Kart Masters.

### Fórmula Master
Em 2010 deu um passo em frente, começando a competir na Fórmula ADAC Masters, onde terminou em sexto na classificação geral, com uma vitória e três pódios.
Na sua segunda participação, em 2011, teve uma temporada dominante, sendo campeão com oito vitórias e treze pódios em 24 corridas.

### Fórmula 3
Em 2012 mudou de campeonato e fez ao mesmo tempo dois campeonatos de Fórmula 3 com a Mücke Motorsport ao lado do sueco Felix Rosenqvist: a Fórmula 3 Euro Series e a Fórmula 3 Europeia, com este último campeonato tendo suas provas disputadas dentro da Euro Series. O alemão conquistou uma vitória em Nürburgring, que valeu para as duas competições, mas na Euro Series, ele fez dez pódios no total, enquanto que na F3 Europeia, ele fez apenas seis pódios. Seus resultados o fizeram ser vice campeão na Euro Series, com catorze pontos de desvantagem para Daniel Juncadella. Já na F3 Europeia, Wehrlein ficou em quarto, sendo superado também por Rosenqvist.
Em novembro desse mesmo ano, Wehrlein competiu na prestigiada prova do Grande Prêmio de Macau, terminando a corrida em quinto, a 3.4s do vencedor, António Félix da Costa.
Em 2013, Wehrlein retornou para disputar a rodada tripla de Monza na Fórmula 3 Europeia, fazendo pódio em todas as corridas e vencendo a segunda prova. Mas ele não concluiu a temporada, optando por correr no DTM. Mesmo assim, esses resultados o deixaram na 14ª colocação, com 49 pontos.

### DTM
Pascal Wehrlein entrou em 2013 para o DTM, para substituir Ralf Schumacher, que resolveu desistir da pilotagem para se dedicar da administração das equipas Mercedes no DTM. O jovem mostrou-se aos chefes da Mercedes, terminando em 22º lugar com 10 corridas no curriculum. Mas melhor que a classificação final foi a capacidade que Wehrlein teve para mostrar o seu potencial.
Em 2014, foi para a equipa de primeira linha da marca (a HWA), foi 8º no campeonato com 46 pontos e conseguiu a sua primeira vitória no campeonato. Mais um passo ruma àquela que seria a sua época de confirmação e consagração.

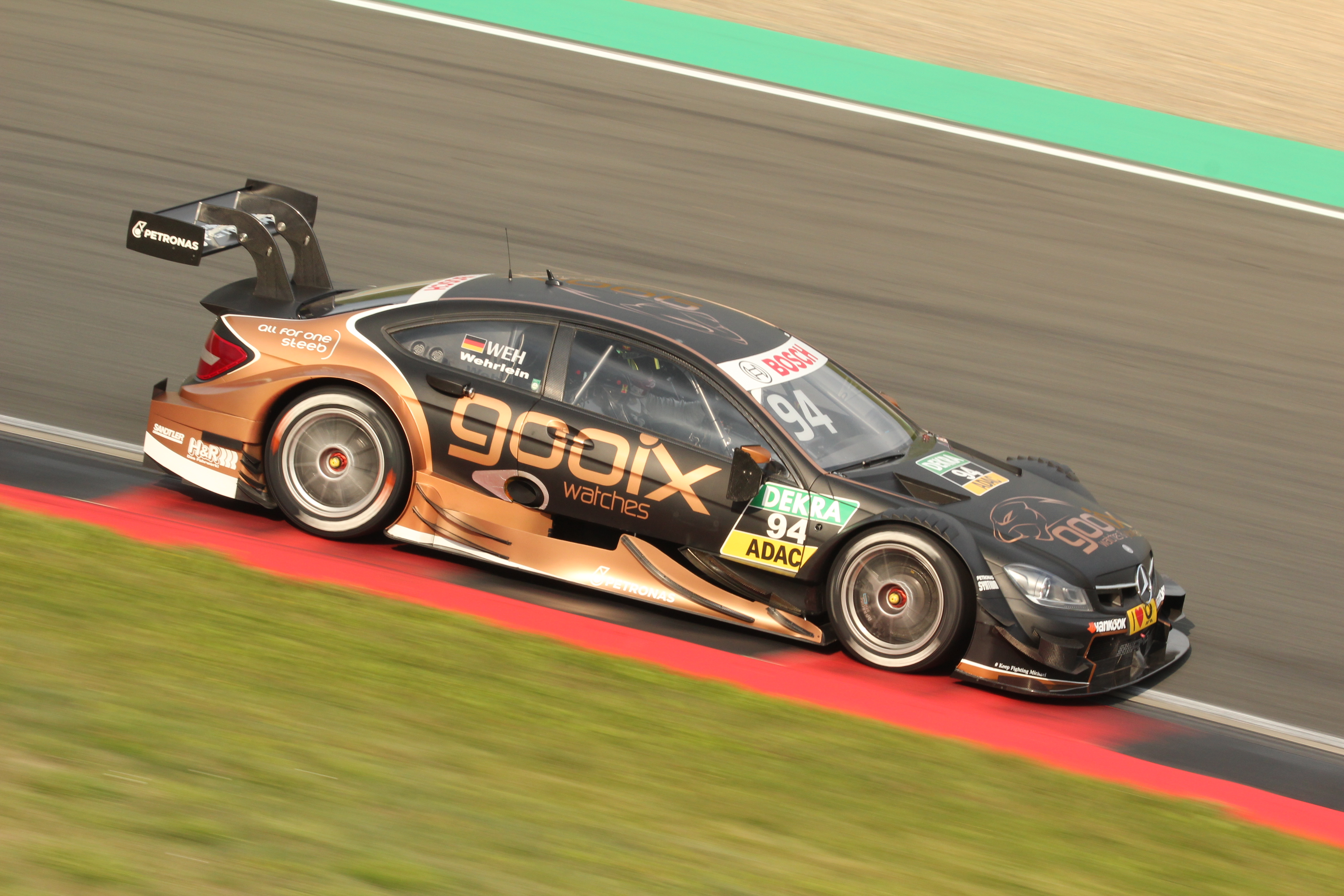
Wehrlein em prova do DTM em 2015

Em 2015, iniciou a época com um pódio (2º lugar). Foi o início de uma temporada onde foi muito regular (trunfo importante para quem quer vencer neste campeonato). Conseguiu 5 pódios, entre os quais se podem contar 2 vitórias. Pode parecer pouco comparado com Jamie Green, 2º classificado que conseguiu 4 vitórias, mas o alemão apenas não pontuou por 2 vezes. Foi de longe o mais regular do ano e com isso conquistou o campeonato.
Ele voltou à categoria em 2018, correndo pela Mercedes, mas o melhor posto que conseguiu foi um oitavo lugar, ficando em oitavo no campeonato, com 108 pontos. Ao final da temporada, ele cortou os laços com a Mercedes.

### Fórmula 1
Em setembro de 2014, Wehrlein foi anunciado como um piloto de teste da equipe Mercedes. Ele participou em testes de pré-temporada de 2015 em Barcelona, testou com a Mercedes e a Force India, onde deixou boas indicações.

#### Manor

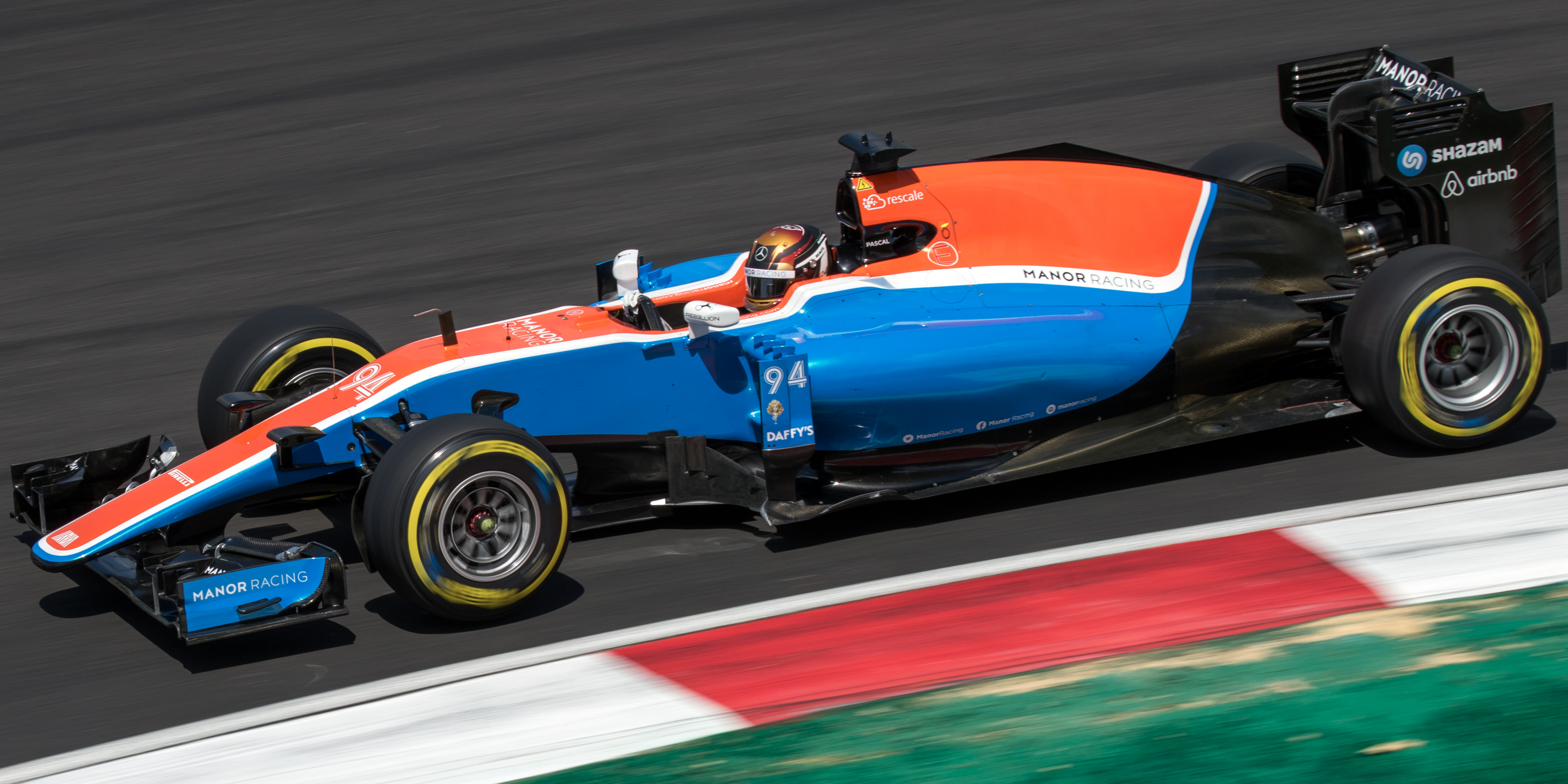
Wehrlein pilotando o Manor MRT05 no Grande Prêmio da Malásia de 2016.

Em fevereiro de 2016, Wehrlein confirmou sua contratação pela equipe Manor para temporada 2016 da Fórmula 1. Ele escolheu o número 94 para estampar seu carro, fazendo referência ao seu ano de nascimento. Wehrlein começou a temporada tendo o indonésio Rio Haryanto como seu companheiro de equipe, mas na 13ª rodada, viu seu colega júnior da Mercedes Esteban Ocon assumir a vaga.
Em 3 de julho de 2016, Wehrlein conquistou seus primeiros pontos na Fórmula 1 ao terminar em 10º lugar no Grande Prêmio da Áustria de 2016. Seu resultado foi o melhor que a sua equipe conseguiu na temporada, com o piloto alemão ficando em décimo nono no campeonato de pilotos. Ele fez a mesma quantidade de pontos que Jolyon Palmer, da Renault, mas ficou abaixo dele porque o britânico também conseguiu um 11º lugar, além de ter ficado à sua frente na maioria das corridas.

#### Sauber

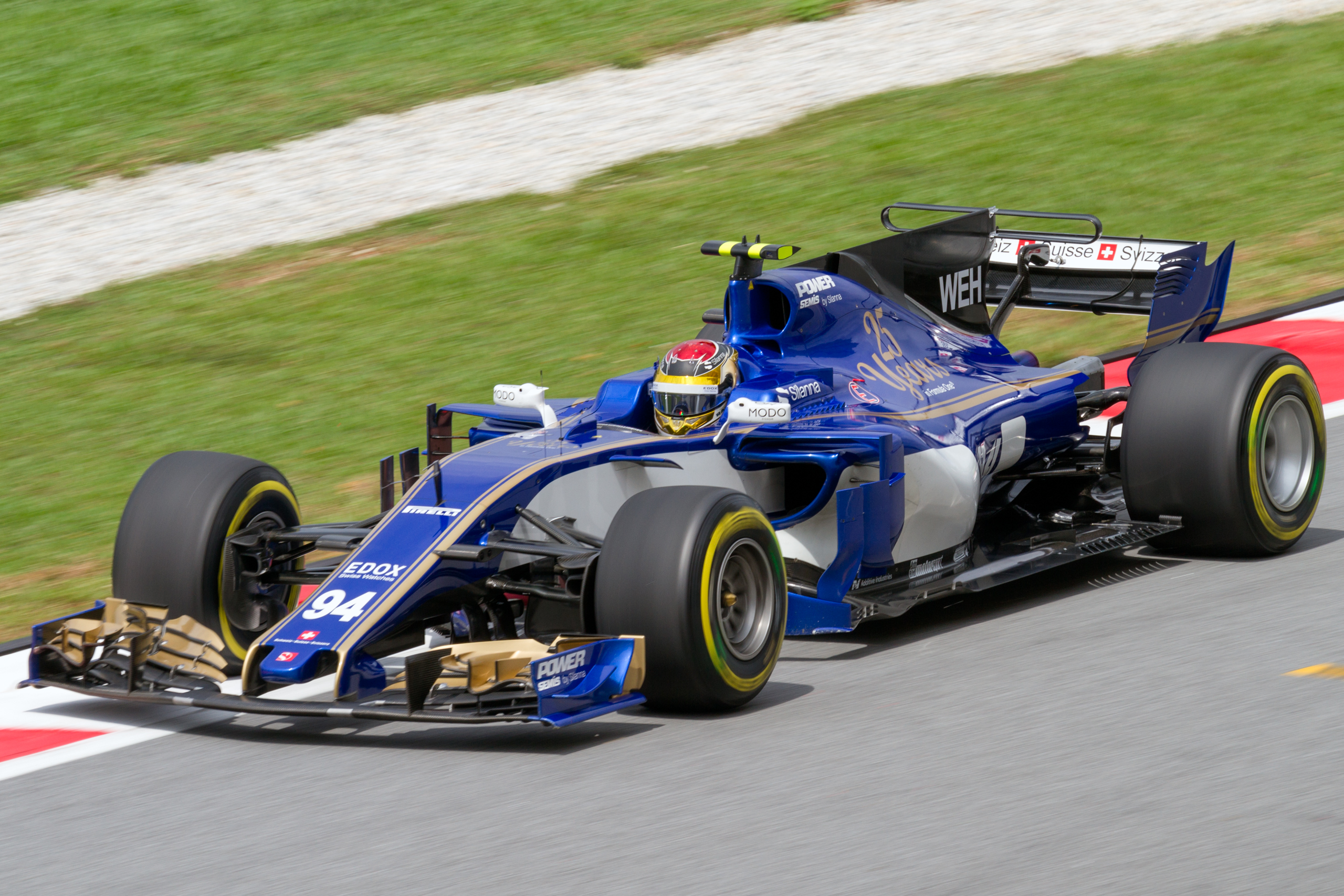
Wehrlein guiando o C36 durante o TL2 do GP da Malásia de 2017

Em 15 de janeiro de 2017, foi anunciado que Wehrlein correria pela Sauber para a temporada de 2017, ao lado do sueco Marcus Ericsson. Mas ele perdeu a primeira corrida do ano, por ter fraturado três vértebras torácicas em um acidente na Corrida dos Campeões. Wehrlein deveria ter retornado na prova seguinte, na China, mas optou por não fazê-lo, e seu substituto nas duas corridas foi o italiano da Ferrari Driver Academy Antonio Giovinazzi.
Wehrlein retornou no Barém para dar sequência à temporada, tendo como melhor resultado um oitavo lugar na Espanha. O alemão pontuou novamente no Azerbaijão, e assim, somou cinco pontos, mesma quantidade que o russo Daniil Kvyat, da Toro Rosso, acumulou, mas foi Wehrlein que ficou com 18º lugar por causa desse resultado na Espanha, por mais que Kvyat tenha pontuado em mais etapas do que ele. No duelo com seu companheiro de equipe, Wehrlein também foi superior, ficando duas posições acima de Ericsson, que não pontuou na temporada.

#### Mercedes
Mas em 2 de dezembro de 2017, foi anunciado que Charles Leclerc iria correr pela Sauber na temporada de 2018, deixando Wehrlein sem lugar ao volante de um carro de Fórmula 1 em 2018. Assim, o alemão foi contratado pela Mercedes para assumir o posto de reserva ao lado de George Russell.

#### Ferrari
Em 2019, Wehrlein foi piloto de desenvolvimento da Ferrari. Ele seguiu com os italianos em 2020, mas saiu ao final do ano.

### Fórmula E

#### Mahindra

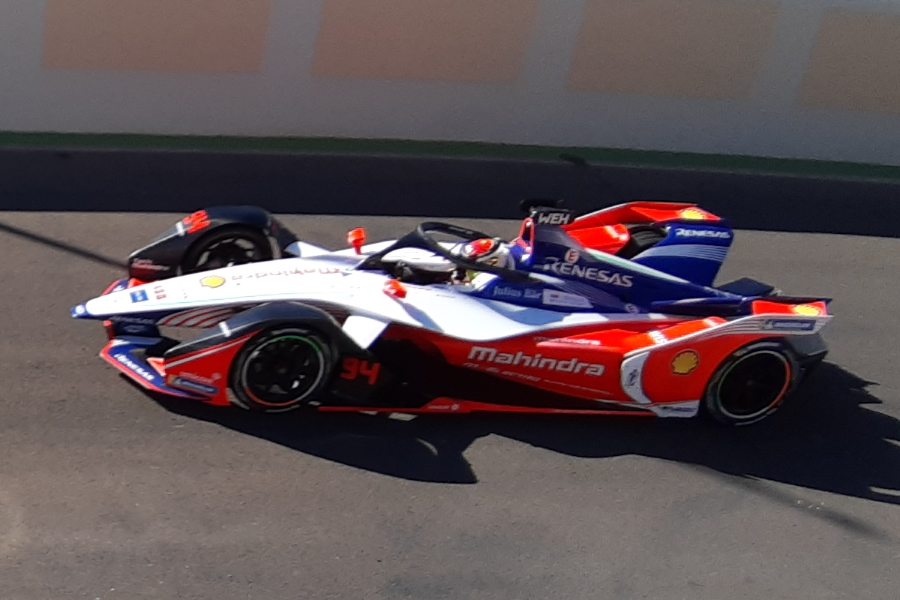
Wehrlein no ePrix de Marraquexe de 2019.

Em 2018, Wehrlein mudou-se para a Fórmula E, sendo contratado pela equipe Mahindra Racing para disputar a temporada de 2018–19 e ser companheiro do belga Jérôme d'Ambrosio. Porém, ele não disputou a rodada de abertura da temporada em Daria, com Felix Rosenqvist substituindo-o, com isso, ele fez sua estreia somente na corrida seguinte, o ePrix de Marraquexe, que não completou.
No ePrix de Santiago, Wehrlein foi o segundo colocado e conseguiu seu primeiro pódio, que foi também seu melhor resultado do ano. Ele fez sua primeira pole no México, e após pontuar com frequência, terminou sua temporada de estreia em 12º, com 58 pontos, uma posição abaixo de d'Ambrosio, que o superou por nove pontos.
Para a temporada de 2019–20, Wehrlein permaneceu na Mahindra e disputou o campeonato pela equipe até sua interrupção provocada pela pandemia de Covid-19. Seu melhor resultado foi um quarto lugar em Santiago. O piloto anunciou sua saída da Mahindra em 8 de junho de 2020, por meio de uma postagem no Instagram. Ele foi substituído por Alex Lynn no restante da temporada.

#### Porsche
Em 14 de agosto de 2020, foi anunciado que Wehrlein havia sido contratado pela equipe TAG Heuer Porsche Formula E Team para competir no Campeonato Mundial de Fórmula E de 2020–21. Wehrlein substituiu Neel Jani e fez parceria com seu compatriota André Lotterer. Wehrlein voltou ao pódio com um terceiro lugar na corrida 2 de Roma. Ele teria conquistado sua primeira vitória no ePrix de Puebla, mas foi desclassificado por conta de infrações técnicas. Pascal pontuou em 11 de 16 etapas e ficou em 11º, com 79 pontos. No duelo interno, Wehrlein superou Lotterer por 21 pontos, ficando seis posições acima dele no campeonato de pilotos.
A dupla alemã permaneceu na Porsche em 2021–22. Nessa temporada, Wehrlein enfim conquistou sua primeira vitória noePrix da Cidade do México, no qual também fez a pole. Esse foi o seu único pódio da temporada, e Wehrlein terminou em décimo, com 71 pontos, mais uma vez superando Lotterer, que ficou duas posições abaixo dele e fez oito pontos a menos.

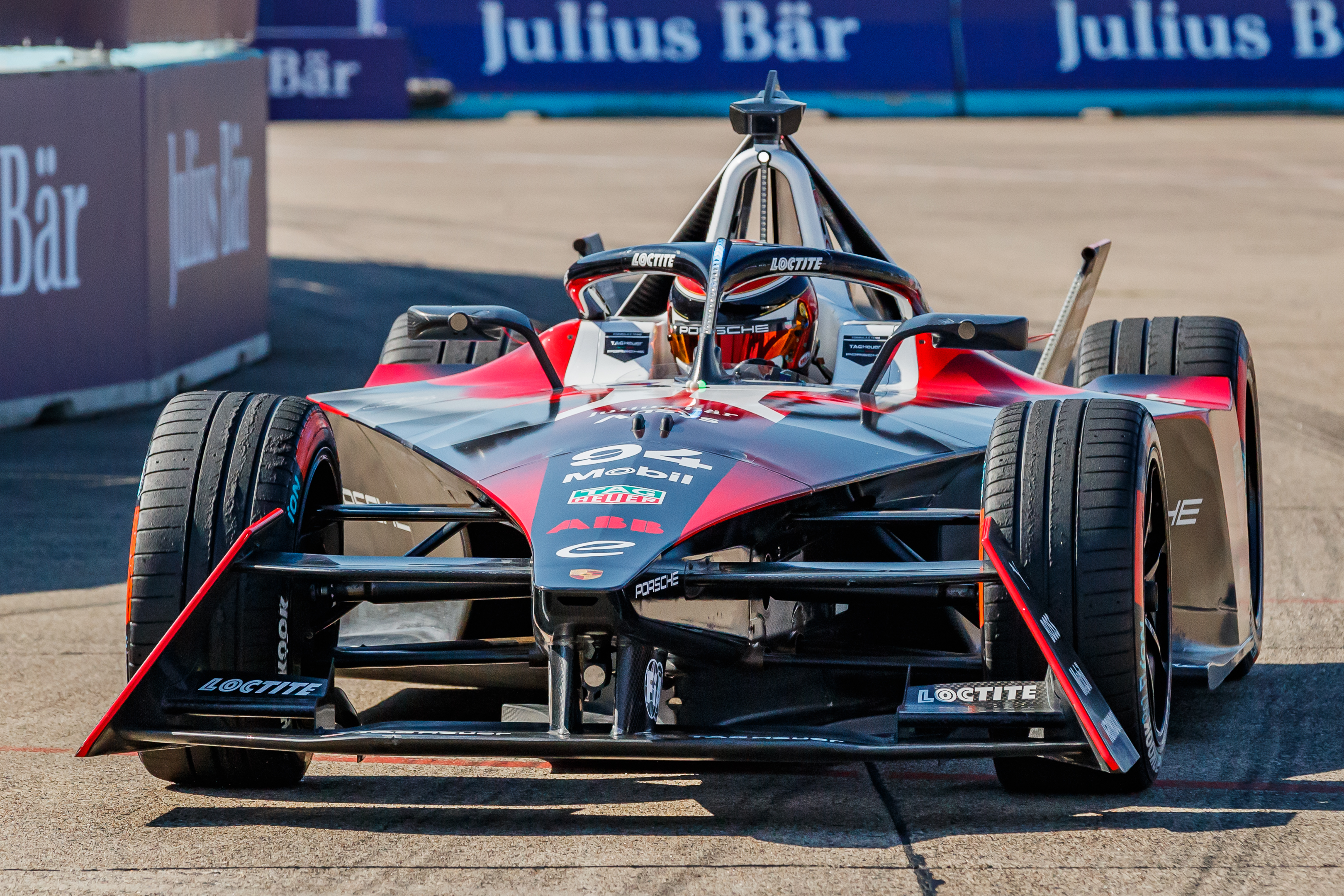
Wehrlein no ePrix de Berlim de 2023

Na temporada 2022–23, Wehrlein viu Lotterer ceder lugar para o português António Félix da Costa, campeão da temporada 2019–20. O alemão fez um excelente começo de temporada, ao acumular três pódios nas três primeiras corridas, com direito a duas vitórias na rodada dupla de Daria. Ele também venceu a corrida 1 de Jacarta, mas no decorrer do ano, se viu longe da disputa pelo título, encerrando a temporada em quarto lugar, com 149 pontos.
Wehrlein e Da Costa seguiram juntos com a Porsche para 2023–24, em uma temporada na qual ele se colocou de vez na briga pelo título. Seus principais adversários foram os neozelandeses Mitch Evans e Nick Cassidy, que formavam a dupla da Jaguar, a melhor equipe do ano. Cassidy, em particular, era mais consistente no pódio, embora tenha perdido ritmo nas últimas cinco corridas da temporada. Wehrlein, por sua vez, se destacou por não ter abandonos na temporada e por ter estado entre os dez primeiros em catorze das corridas.

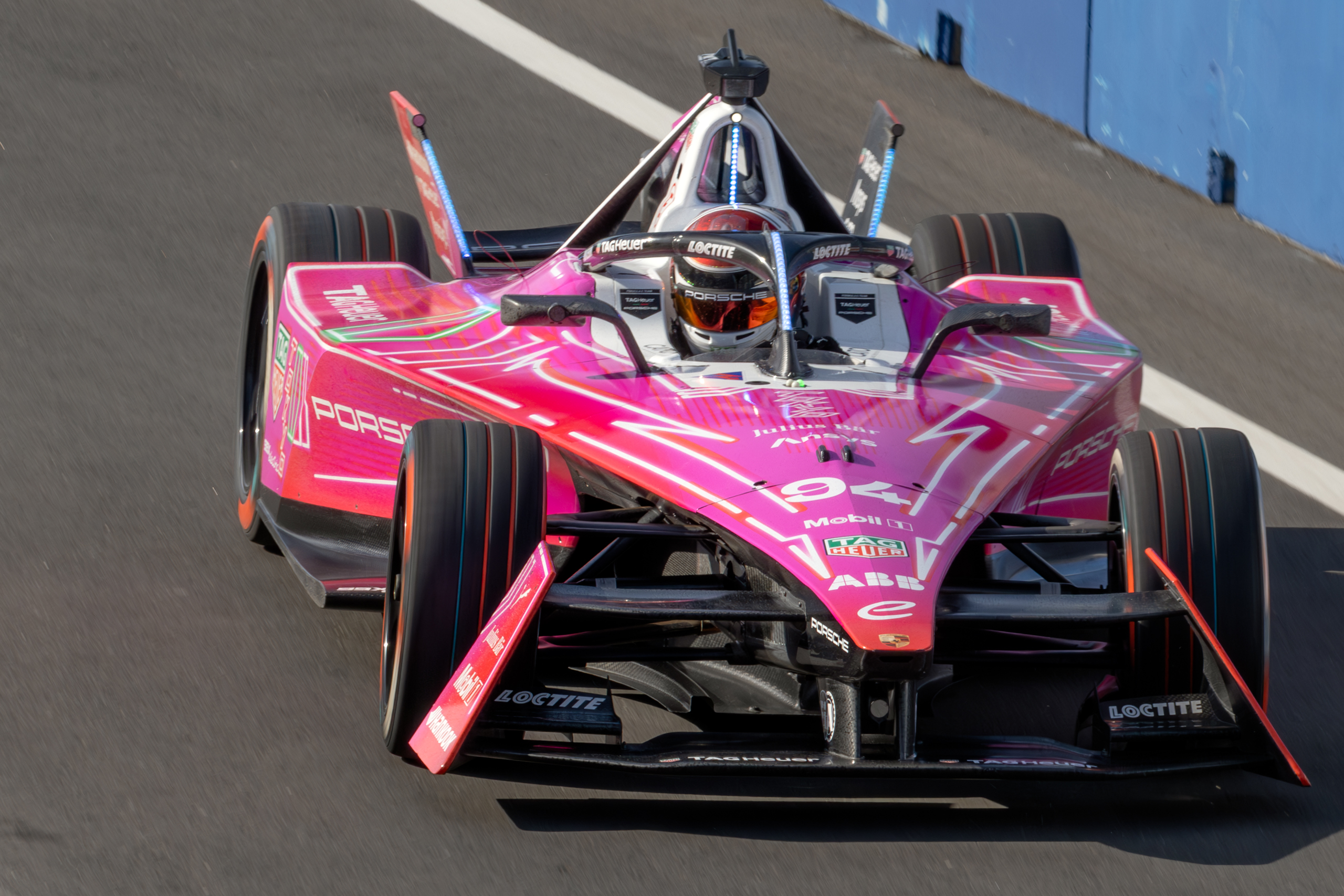
Wehrlein durante os treinos do ePrix de Tóquio de 2024

O alemão teve cinco pódios ao todo. O primeiro veio junto com a primeira vitória, que foi na corrida de abertura do campeonato no México. Ele venceu de novo na corrida 2 em Misano, depois foi o segundo na corrida 1 em Xangai, e na rodada final em Londres, Wehrlein surpreendeu ao vencer a corrida 1. Na corrida 2, realizada em 21 de julho de 2024, Wehrlein contou com a sorte ao ver Cassidy bater e Evans terminar em terceiro, uma posição atrás dele. Com esse segundo lugar, Wehrlein foi coroado campeão pela primeira vez na Fórmula E. Esse também foi o primeiro título de pilotos da Porsche na categoria, e a primeira vez na história da F-E que um piloto alemão venceu o campeonato.
Wehrlein permaneceu com a equipe Porsche, ao lado de Da Costa para a disputa da temporada de 2024–25. Para essa temporada, ele passou a usar o número 1, destinado aos campeões, aposentando momentaneamente o 94, número que ele usava desde seus tempos de F1. Na primeira prova em São Paulo, Wehrlein fez a pole, contudo, na corrida, ele sofreu um toque de Nick Cassidy que fez seu carro capotar, provocando uma bandeira vermelha e o tirando da prova. O resgate demorou, pois o piloto ficou de cabeça para baixo, e o peso do carro dificultou o trabalho dos socorristas, mas Wehrlein foi retirado de lá sem grandes ferimentos. Seu primeiro pódio foi na Cidade do México, no qual ele tinha feito a pole e chegado a liderar, mas sua primeira vitória da temporada veio em Miami, com Wehrlein se beneficiando de uma punição sofrida pelo vencedor original, Norman Nato. O alemão conquistou mais pódios ao ser segundo colocado em Tóquio (corrida 2), Xangai (corrida 2) e Berlim (corrida 1), resultados que o ajudaram a se manter na disputa do titulo com Oliver Rowland. Na corrida 2 de seu eP de casa, Pascal obteve a pole e chegou a brigar pela vitória, mas um erro no timing do Modo Ataque, além de problemas em seu carro, o empurraram para o fundo do grid, e com isso, o título foi para Rowland. Werhlein conquistou mais um pódio ao ser terceiro colocado na corrida 1 do ePrix de Londres, mas na prova seguinte, ele foi o oitavo colocado e perdeu o vice-campeonato para Cassidy, que venceu as duas corridas da etapa britânica. Wehrlein encerrou a temporada em terceiro lugar, somando uma vitória, seis pódios e 145 pontos, com oito de desvantagem para Cassidy e 39 de diferença para o campeão Rowland. O alemão também foi superior ao seu companheiro Da Costa no duelo interno da Porsche, com o português sendo o quinto colocado e acumulando 34 pontos a menos que Pascal, mas a soma dos resultados da dupla ajudaram a Porsche a ser campeã de equipes e de fabricantes.

## Vida Pessoal
Wehrlein possui dupla nacionalidade, alemã e mauriciana país onde a sua mãe nasceu. Seu pai, Richard Wehrlein, que participou de campeonatos alemães de boxe, é dono de uma empresa de usinagem CNC em Ostrach. Ele tem relacionamento com Sibel Levent desde 2019, de quem se tornou noivo, e em 2023, anunciou o nascimento de sua filha Soleya. Em 2024, passou a viver em Kreuzlingen, na Suíça.

## Resultados nas corridas da F1
Legenda: (Corridas em negrito indicam pole position); (Corridas em itálico indicam volta mais rápida)
| Temporada | Equipe         | Chassis     | Motor                  | 1       | 2       | 3      | 4      | 5      | 6       | 7      | 8       | 9      | 10      | 11     | 12      | 13      | 14      | 15     | 16     | 17      | 18     | 19      | 20     | 21     | Class. | Pontos |
| --------- | -------------- | ----------- | ---------------------- | ------- | ------- | ------ | ------ | ------ | ------- | ------ | ------- | ------ | ------- | ------ | ------- | ------- | ------- | ------ | ------ | ------- | ------ | ------- | ------ | ------ | ------ | ------ |
| 2016      | Manor Racing   | Manor MRT05 | Mercedes PU106C 1.6 V6 | AUS 16  | BAR 13  | CHN 18 | RUS 18 | ESP 16 | MON 14  | CAN 17 | EUR Ret | AUT 10 | GBR Ret | HUN 19 | ALE 17  | BEL Ret | ITA Ret | SIN 16 | MAL 15 | JAP 22  | EUA 17 | MEX Ret | BRA 15 | ABU 14 | 19º    | 1      |
| 2017      | Sauber F1 Team | Sauber C36  | Ferrari 061 1.6 V6     | AUS Les | CHN Les | BAR 11 | RUS 16 | ESP 8  | MON Ret | CAN 15 | AZE 10  | AUT 14 | GBR 17  | HUN 15 | BEL Ret | ITA 16  | SIN 12  | MAL 17 | JAP 15 | EUA Ret | MEX 14 | BRA 14  | ABU 14 |        | 18º    | 5      |

† Pilotos que não terminaram o Grand Prix mas foram classificados pois completaram 90% da corrida.